# Anastasia Zinina
Anastasia Aleksandrovna Zinina (în rusă Анастасия Александровна Зинина; n. 16 februarie 2007, Rostov-pe-Don, Regiunea Rostov, Rusia) este o patinatoare artistică rusă. 

## Biografie
Anastasia Zinina s-a născut pe 16 februarie 2007, la Rostov-pe-Don. Și-a petrecut copilăria în Aksai, unde a început să patineze la vârsta de 6 ani. Primul ei mentor a fost Natalia Mishura, dar ulterior s-a mutat la Rostov-pe-Don, unde antrenoarea ei a fost Irina Demina. În 2017, Palatul Sporturilor Rostov a fost închis pentru reconstrucție, iar Zinina s-a mutat la Moscova împreună cu părinții ei.
După ce s-a mutat la Moscova, s-a antrenat la clubul „Snejnîe Barsî” sub îndrumarea Svetlanei Panova.
În 2021 s-a mutat la „Angelî Plușenko”, sub îndrumarea lui Evgheni Pliușcenko și Dmitri Mihailov. În sezonul 2021/2022, ea a evoluat la etapa Junior Grand Prix din Rusia și a ocupat locul 2. Ea a concurat și la Junior Grand Prix of Austria, unde a ocupat locul 3. Ea a ocupat locul 2 la etapa a 4-a a Cupei Rusiei. În sezonul 21/22, ea a fost prima reprezentată la campionatul național, ocupând locul 11.
La sfârșitul lunii iunie 2022, a devenit cunoscut faptul că Anastasia Zinina a părăsit clubul „Angelî Plușenko”. Evgheni Plușenko a expulzat eleva din proprie inițiativă. Ulterior, patinatorul s-a transferat la Armata de Patinaj Artistic SC, sub îndrumarea antrenorului Alexei Vasilevsky.
În sezonul 22/23, ea a câștigat o medalie de bronz la Marele Premiu al Rusiei, obținând 200,43 puncte. La Perviy Kanal Cup⁠(d), ea a căzut dintr-un triplu lutz⁠(d) în programul scurt și s-a accidentat.
În 2023, la vârsta de 16 ani, Zinina a fost inclusă în lista principală a naționalei Rusiei.